# ندای وظیفه: زامبی‌ها
ندای وظیفه: زامبی‌ها (انگلیسی: Call of Duty: Zombies) یک بازی ویدئویی در سبک تیراندازی اول شخص است که توسط اکتیویژن و در سال ۲۰۰۹ و در پلت‌فرم آی‌اواس منتشر شده‌است. این اسپین‌آف مجموعه ندای وظیفه است و بر اساس نسخه زامبی ندای وظیفه: جهان در جنگ ساخته شده است. این بازی در ۱۶ نوامبر ۲۰۰۹ به‌صورت جهانی منتشر شد.